# Ardisia compressa
Ardisia compressa es una especie de la familia Myrsinaceae. 

## Descripción
Alcanza un tamaño de hasta 10 m de alto; ramitas y yemas terminales furfuráceo-lepidotas, a veces glabrescentes. Hojas elípticas, oblongas o ampliamente lanceoladas, 6–20.6 cm de largo y 3–9 cm de ancho, acuminadas en el ápice, atenuadas y revolutas en la base y decurrentes sobre el pecíolo, márgenes enteros o subenteros, haz tempranamente glabra, envés furfuráceo-lepidoto, glabrescente, con marcas obvias café-lineadas y punteadas, cartáceas; pecíolos hasta 1 cm de largo, marginados. Inflorescencias terminales, 3-pinnatipaniculadas, furfuráceo-lepidotas hacia la base, flores corimbosas, pedicelos (3.7–) 4.1–6 (–9) mm de largo, escasamente lepidotos; sépalos ampliamente ovados, (1–) 1.3–1.6 (–2) mm de largo, ápice agudo, margen eroso y ciliolado, con marcas anaranjado-punteadas; pétalos ovados, (4.9–) 5.5–6.4 (–7) mm de largo, connados hasta 1 (–1.5) mm, ápice agudo o acuminado, margen entero, opacos, con marcas anaranjado-lineadas; filamentos 1–2 mm de largo, glabros, anteras linear-lanceoladas, 2.5–4 mm de largo, apiculadas en el ápice, cordiformes en la base, dehiscentes por poros apicales; ovario glabro o escasamente translúcido-lepidoto, estilo hasta 6 mm de largo, pelúcido-punteado, óvulos numerosos. Frutos redondeados, 6–8 mm de diámetro cuando secos, pelúcido-punteados.

## Distribución y hábitat
Especie común, se encuentra en los bosques húmedos, zonas norcentral y atlántica; a una altitud de 0–1700 metros desde México a Panamá, Colombia, Venezuela y en las Antillas.

## Medicina popular
En Veracruz, se aplica contra padecimientos digestivos como diarrea, disentería y para "apretar los dientes" (dientes flojos), aunque también es utilizada para curar la tos.

## Taxonomía
Ardisia compressa fue descrita por   Carl Sigismund Kunth y publicado en Nova Genera et Species Plantarum (quarto ed.) 3(11): 245. 1818-1819.

## Sinonimia
| - Ardisia belizensis Lundell - Ardisia capollina Moç. & Sessé ex A.DC. - Ardisia cuspidata Benth. - Ardisia decipiens Griseb. - Ardisia ixcanensis (Lundell) Lundell - Ardisia platyphylla Lundell - Ardisia polytoca A. Braun & Bouché - Ardisia revoluta Schltdl. - Ardisia salvadorensis Lundell - Ardisia samalana (Lundell) Lundell - Auriculardisia bawae (Lundell) Lundell - Icacorea aurantiaca (Lundell) Lundell - Icacorea belizensis (Lundell) Lundell - Icacorea capollina (A. DC.) Lundell - Icacorea chahalana (Lundell) Lundell - Icacorea compressa (Kunth) Standl. | - Icacorea cuspidata (Benth.) Lundell - Icacorea digitata (Lundell) Lundell - Icacorea edwardsii (Lundell) Lundell - Icacorea ixcanensis Lundell - Icacorea matagalpana (Lundell) Lundell - Icacorea nicaraguensis (Oerst.) Lundell - Icacorea platyphylla (Lundell) Lundell - Icacorea reflexiflora (Lundell) Lundell - Icacorea salvadorensis (Lundell) Lundell - Icacorea samalana Lundell - Icacorea whitei (Lundell) Lundell - Tinus capollina (A. DC.) Kuntze - Tinus compressa (Kunth) Kuntze - Tinus cuspidata (Benth.) Kuntze - Tinus nicaraguensis (Oerst.) Kuntze |